# Jamaicas fotbollsförbund
Jamaicas fotbollsförbund, officiellt Jamaica Football Federation, är ett specialidrottsförbund som organiserar fotbollen på Jamaica.
Förbundet grundades 1910 och gick med i Concacaf 1963. De anslöt sig till Fifa år 1962. Jamaicas fotbollsförbund har sitt huvudkontor i staden Kingston.